# Jiří Laburda
Jiří Laburda (Soběslav, 3 april 1931 – Praag, 30 januari 2025) was een Tsjechisch componist, muziekpedagoog en filosoof.

## Levensloop
Laburda heeft de liefde voor muziek van zijn ouders geërfd, ook werd hij door zijn leraren in Soběslav gestimuleerd. Een belangrijk aandeel aan zijn muzikale ontwikkeling hebben ook de componisten Karel Hába en Zdeněk Hůla alsook de musicoloog Eduard Herzog gehad, van wie hij privé-les kreeg. Van 1952 tot 1955 studeerde hij aan de pedagogische faculteit van de Karelsuniversiteit in Praag en van 1957 tot 1960 aan het leraren-seminar in Prag. In 1970 promoveerde hij met een dissertatie De symfonieën van Dmitri Dmitrijevitsj Sjostakovitsj tot "doctor der filosofie". In 1973 sloot hij een boek over de Diatonische Harmonie af, omdat hij in bestaande studieboeken didactische problemen ontwaarde.  
Hij gaf les aan talrijke leraarseminaren en instituties in Tsjechische steden tot hij uiteindelijk aan de pedagogische faculteit van de Karelsuniversiteit in Praag ging doceren. Later was hij lid van de faculteit aan het Praags Conservatorium. 
Als componist heeft hij zich voornamelijk tot de koormuziek aangetrokken gevoeld.

## Stijl
Stilistisch zijn zijn werken neoclassicistisch getint. Hij kreeg talrijke prijzen en onderscheidingen, zoals de prijs van de Tsjechoslowakische omroep voor zijn concert voor piano, de Oscar Espla Prijs voor zijn Missa Glagolitica 1966, de Otto Sprekelsen-Prijs van de stad Hannover voor de cantate Metamorphoses 1968, het Prelude voor solo-accordeon kreeg de SACEM-UPAC-Prijs in Parijs en zijn Zeleny Majeran voor gemengd koor kreeg de 1e prijs en ook de Premio Cita 1974 in Trento.

## Composities

### Werken voor orkest
- 1957/1971 Suite Do-magiore, voor strijkorkest
- 1961/1970 Burlesca, voor hoorn en orkest
- 1962 Concerto, voor accordeon en strijkorkest
- 1969 Concerto, voor piano en orkest
- 1970 Les petits riens, suite uit het ballet voor orkest
- 1975/1982 1. Symphony
- 1977 Concertino, voor trompet en strijkorkest
- 1978/1990 Double Concerto, voor viool, cello en strijkorkest
- 1978/1990-1991 Concerto, voor orgel en strijkorkest
- 1981 Pastorale, voor fluit en strijkorkest
- 1983 Divertimento in Re, voor strijkorkest
- 1983 Festival Ouverture
- 1986 Concerto da camera, voor cello en orkest
- 1997 Concerto, voor fagot en strijkorkest
- 1998 Concerto no. 2, voor cello en strijkorkest
- 1998 Concerto, voor trompet en strijkorkest
- 1998 Concerto, voor trombone en strijkorkest
- 2002 Preludio augurale, voor strijkers

### Werken voor harmonieorkest
- 2000 Adagio, voor groot harmonieorkest
- 2000 Ouverture, voor groot harmonieorkest
- 2002 2. Symphony, voor groot harmonieorkest

### Missen, cantates en gewijde muziek
- 1964 Missa glagolitica, voor 4 solisten (SATB), gemengd koor, orgel, koperblazers (4 trompetten, 4 hoorns, 3 trombones, 1 tuba) en 5 slagwerkers (Latijn, of Glagolitisch)
- 1966 Metamorphoses, cantate voor 5 Solo zangeressen en zangers (SATTB), spreker, gemengd koor en orkest
- 1969 Stabat Mater, voor gemengd koor a capella
- 1980 Hochzeit, cantate voor 3-stemmig koor (SSA), koor- solo stemmen en piano over gedichten uit de regio
- 1985/1991/2000 Magnificat in Fa, voor 4 solisten (SATB) en gemengd koor a capella (of met orgel)
- 1990 Missa pastoralis, voor 2 solisten (S, B), gemengd koor en orgel
- 1992/1994 Missa Cum cantu populi, voor samenzang, gemengd koor, trompet, orgel en strijkers (ook zonder strijkers is het uitvoerbaar)
- 1993 Missa Sistina, voor gemengd koor a capella (of met orgel)
- 1993/1996 Missa clara, voor 2-3-stemmig koor (SSA of TTB) en orgel (of met strijkers)
- 1995/1997 Haec dies, voor gemengd koor, orgel en pauken, of met orgel, pauken en strijkers
- 1997 Missa in Re, voor 3-stemmig gemengd koor (SAB) en orgel
- 1998/2000 Missa in Fa, voor bariton solo en 3-stemmig koor (SSA) a capella (of met orgel)
- 2000 Missa brevis, voor 2-stemmig koor (SA) en orgel (of ook voor 1 fluit, strijkers en orgel)
- 2001 Südböhmische Land-Hochzeit, cantate voor 2-stemmig koor (SA), koor-solo stemmen, spreker en piano (en "ad libitum" ook voor de volgende mogelijke instrumenten: keyboard-speciaal met orgel-register, vibrafoon en campana, mg-geluidsband met de klokken, en slagwerk: bekkens, grote trom, 2 tomtoms, tamboerijn, tamtam, triangel, campana, campanetta, vibrafoon, claves, guiro, 2 tempel-bloks)
- 2001 Missa in Es - Rosenbergis, voor 4 solisten (SATB), 3-stemmig koor (SSA) en orgel
- 2002 Du kommst zu uns, kleiner Jesus, reeks van 10 Tsjechische en Moravische kerstliederen, voor 3-stemmig koor (SSA), koor-solo stemmen en orgel (en "ad libitum" ook volgende instrumenten: keyboard - speciaal met piano-register, vibrafoon, celesta, mg-geluidsband met klokken, en slagwerk: bekkens, grote trom, kleine trom, triangel, tamboerijn, 2 tomtoms, 3 temple bloks, claves en sonagli)

### Toneelwerken

#### Opera
- 1987 Isoldi und Dorabella, buffo-opera, 1 acte - libretto:  Antonin Kucera

#### Ballet
- 1970 Les petits riens, ballet, 1 acte - libretto: Vitezslav Nezval

### Werken voor koor
- 1970 Ut omnes homines vivant humaniter, hymne - tekst: J. A Komensky (Latijn, Engels)
- 1977 Dolcissima mia vita, madrigaal - (Italiaans)
- 1986 Veris leta facies, madrigaal - (Latijn)
- 1989 Confession, hymne - tekst: J. A. Komensky (Tsjechisch)
- 1982 Green Majoran 3 koren - (Slowaaks)
- 1971 Brigand Songs 3 koren - (Duits, Moravisch)
- 1974 Shepherds 3 koren - (Moravisch)
- 1994 Ford on the River 3 koren - (Moravisch)
- 1985 Wasser, Wasser,... koor - tekst: Vaclav Fischer (Tsjechisch)
- 1979 An meine Heimat -To my Country, hymne - text: Jaroslav Seifert (Tsjechisch)
- 1983 Land am Tabor - Country at Tabor Hymnus - tekst: Antonin Sova (Tsjechisch)
- 1959 Friedhof im Wald - Cemetery in the Forest, voor gemengd koor - tekst: Josef Hora
- 1996 Drie liefdesliederen, 3 koren - tekst: Karl Wolfgang Barthel (Duits)
- 1997 Adeste Fideles, geestelijke koraal - (Latijn)
- 1968 Drie Slowaakse folksongs 3 folksongs voor gemengd koor (optioneel met piano) - (Engels, Slowaaks)
- 1983 Reise nach Tabor, 4 Zuid-Bohemische  folksongs  - (Duits, Tsjechisch)
- 1997 Zeven Tsjechische folksongs - (Tsjechisch)
- 1997 Oude Tsjechische koralen 5 koralen voor gemengd koor
- 1993 Twee Baskische folksongs - (Baskisch)
- 1991 St Agnes, geestelijke liederen voor gemengd koor a capella, of met orgel (Tsjechisch)
- 1980 Zu Hause, hymne voor gemengd koor en orgel (of piano) - tekst: Frantisek Nechvatal - (Tsjechisch)
- 1992/2000 Regina mundi dignissima, voor gemengd koor a capella, of met orgel, (of met orgel en strijkers)
- 1993 Te lucis ante terminum, voor gemengd koor en orgel
- 1999 Tu es Deus, voor gemengd koor en orgel
- 1999 Confitebor Tibi, Domine, voor sopraan solo, gemengd koor en orgel
- 1993 Ave Regina, voor gemengd koor en orgel
- 1978/1998 Enamoured, voor twee mannenkoren
- 1985 Twee mannenkoren, over Moravische volkgedichten
- 1976 Mattona mia cara, madrigal over een Italiaans Renaissance tekst voor mannenkoor
- 1991 Ut omnes homines vivant humaniter, (Versie voor mannenkoor) - tekst: J. A. Komensky (Latijn, Engels)
- 1966/1999 De Pelgrim, 3 mannenkoren over teksten van Rabindranath Tagore
- 1985 Memento, voor mannenkoor en piano op een Latijns tekst van Horatius
- 1970 Drei Südböhmische Volkslieder - (Duits, Tsjechisch)
- 1970/1991 Rund um die Stadt Soběslav, 9 Zuid-Bohemische folksongs
- 1992 Dov'e quel Bambinelo, Italiaans kerstlied
- 1994/1996 Twee oude Tsjechische koralen, voor 3-stemmig koor
- 1999 Drie oude Tsjechische koralen, voor 3-stemmig koor

### Werken voor kamermuziek
- 1956 Cavatina, voor strijkkwartet
- 1969/1973 1. Kasace, voor fluit, klarinet, hoorn, trompet en trombone
- 1972/1994 Rondo, voor 3 violen
- 1974 1e koperkwintet
- 1978 2e koperkwintet
- 1979 2e Kasace, voor viool, hobo d'amore (of klarinet) slagwerk en piano
- 1979 3e Kasace, voor basklarinet en slagwerk
- 1979 6 Invenzioni, voor twee trompetten en trombone
- 1980 Duo, voor gitaar en contrabas (of cello)
- 1980 Nonett, voor koperkwintet, piano en 3 slagwerkers
- 1980 Terzett, voor twee trompetten en piano
- 1982 Dixie-kwintet, voor klarinet, trompet, altsaxofoon, trombone en piano
- 1982 1e strijkkwartet
- 1982 Drie stukken, voor twee trompetten en trombone
- 1983 2e strijkkwartet (aleatorisch)
- 1983/1997 Kwintet, voor fluit, klarinet, viool, cello en piano
- 1984 Prager Brücken, voor koperkwintet en piano
- 1987 3e strijkkwartet
- 1987/1989 Menuet, voor strijkkwartet
- 1987 Octet, voor blazersensemble (2 hobo's, 2 klarinetten, 2 fagotten, 2 hoorns)
- 1987 Quartettino, voor vier fluiten
- 1987 Een klein trio, voor drie klarinetten
- 1991 Serenata in Fa, voor vier trombones
- 1993 Partita, voor zes trompetten
- 1994 3 Capricci, voor drie violen
- 1995 1e suite, voor saxofoonkwartet
- 1995 Tripartita, voor drie bassethoorns in F (of drie klarinetten)
- 1995 Divertimento - 2e suite; voor saxofoonkwartet
- 1996 Septuor, voor klarinet in Bes, hoorn in F, fagot, viool, altviool, cello en contrabas
- 1996 4e strijkkwartet
- 1996 Septet, voor klarinet, hoorn, fagot, viool, altviool, cello en contrabas
- 1996 Entrate e Rittornelli, voor vijf trompetten
- 1996 Kwartet, voor vier hoorns
- 1997 3e koperkwintet "Di Natale"
- 2000 Terzetto in G, voor drie violen
- 2001 Pianokwintet, voor piano, twee violen, altviool en cello
- 2001 Journeys, trio voor piano, viool en cello
- 2001 Fistulares budvicense, trio voor fluit, klarinet en piano
- 2002 Moravische liederen, Tien Moravische folksongs voor 3-stemmig koor en cello (of voor 3-stemmig koor a capella)

### Werken voor orgel
- 1973 Präludium en Fuga
- 1978/1990-1991 Concerto, voor orgel en strijkers
- 1989 1e Sonata da Chiesa, voor koperkwintet en orgel
- 1990 2e Sonata da Chiesa, voor twee trompetten, twee trombones en orgel
- 1991/1992 15 kerstpreludes over Tsjechische kerstliederen, Band I, Band II, Band III
- 1991 Corale
- 1991 Elegie, voor sopraan blokfluit, cello en orgel
- 1991 Elegie, voor trompet, hoorn en orgel
- 1991 Triste, voor trompet en orgel
- 1991 Lontano, voor Alphoorn (of hoorn in G) en orgel
- 1992 1e sonata voor orgel "Golgotha"
- 1993 Canto Pasquale, voor trompet en orgel
- 1993 2e sonata voor orgel "Parabolae Sti Francisci"
- 1995 7 kleine preludes, voor orgel
- 1996 Solenne, voor trompet en orgel
- 1996 Quattro Preludi, voor orgel
- 1997 3e sonata da chiesa "Nativitas Christi", voor trompet en orgel
- 1997 Suita Adventus et Nativitatis, voor vier blokfluiten (SSAT) en orgel
- 1997 3e sonata voor orgel "Vita Sanctae Ludmillae"
- 1997 Preludi Ambrosiani, tien preludes voor orgel
- 1999 4e sonata voor orgel "Pentecoste"
- 1999 4e sonata da chiesa, voor trompet, hoorn en orgel
- 1999 Psalmus No. 62 "Deus meus", voor sopraan, trompet en orgel
- 1999 Variazioni di Natale, voor trompet en orgel

### Werken voor piano
- 1955/1995 1e sonatina Re-minore
- 1974/1998 Hommage a Frédéric Chopin, voor piano - 5 walsen voor piano solo
- 1974 10 Short Dances and Airs
- 1975 Little Diary, 10 vooral lichte stukken voor piano
- 1976 Zwei Polkas
- 1976 3e sonata, voor twee piano's en vier slagwerkers
- 1978 1e piano sonata "Hommage a Bohuslav Martinů"
- 1978 10 Little Polyphonic Pieces
- 1984 2e piano sonata
- 1988 3e piano sonata
- 1988/1992 6 romantische walsen
- 1991 Scherzo, voor twee piano's
- 1994 Humeurs Dansantes
- 1994 Suite facile
- 1995 4e piano sonata
- 1996 5e piano sonata
- 1996 6e piano sonata "Giocosa"
- 1997 7e piano sonata "From the Provence"
- 1997 Three Melancolic Valses for Piano
- 1998 Five-Foil
- 1998 Week at the Piano
- 1998 South Bohemian Dances
- 1988 1e sonata, voor twee piano's
- 1988 2e sonata, voor twee piano's
- 1999 8e piano sonata "Ta eis heauton"
- 1999 Romanza
- 1999 2e sonatina La-maggiore

### Werken voor accordeon
- 1962 Concerto, voor accordeon en strijkers
- 1975 Prelude, voor accordeon
- 1989 1e sonata, voor accordeon
- 1993 Moto perpetuo, voor accordeon
- 1998 2e sonata, voor accordeon
- 1999 Acco-Quartetto, voor viool, altviool, cello en accordeon
- 2000 Scherzo, voor accordeon
- 2000 Pantomima, voor accordeon
- 2000 Notturno, voor accordeon
- 2000 Trio giocoso, voor fluit, gitaar en accordeon
- 2000 Intimate Conversations, voor cello en accordeon
- 2000/2002 Sonatina Sol-Maggiore, voor viool en accordeon
- 2000/2002 Sonatina Do-Maggiore, voor altviool en accordeon

- Bibsys: 5024472
- Biblioteca Nacional de España: XX991562
- Bibliothèque nationale de France: cb14799983z (data)
- CiNii: DA1020632X
- Gemeinsame Normdatei: 123087236
- International Standard Name Identifier: 0000 0000 8183 6707
- Library of Congress Control Number: n79077227
- Nationale Bibliotheek van Tsjechië: jn19990209463
- Nationale bibliotheek van Australië: 49160541
- Nationale Bibliotheek van Polen: a0000002233997
- Nationale en Universitaire bibliotheek Zagreb: 000671597
- Nederlandse Thesaurus van Auteursnamen: 07490518X
- Réseau des bibliothèques de Suisse occidentale: 02-A003487246
- Système universitaire de documentation: 176379630
- Virtual International Authority File: 115187623
- WorldCat: E39PBJq6YwR8Jp8JBpQJF3XDbd